# Solidity
Solidity, en ciència de la computació, és un llenguatge de programació dinàmic d'alt nivell adreçat a escriure contractes intel·ligents sobre plataformes de xarxa blockchain. Solidity va ser desenvolupat per Gavin Wood, Christian Reitwiessner, Alex Beregszaszi, Yoichi Hirai i diversos col·laboradors del programari Ethereum.

## Descripció
- Solidity s'executa damunt la màquina virtual anomenada Ethereum Virtual Machine (EVM).
- Solidity es compila a bytecode i llavors s'executa damunt EVM.
- Solidity està dissenyat amb sintaxi similar a ECMAScript.

Example d'un programa en llenguatge Solidity :
```
contract GavCoin
{
mapping(address=>uint) balances;
uint constant totalCoins = 100000000000;
```

```
/// Endows creator of contract with 1m GAV.
function GavCoin(){
balances[msg.sender] = totalCoins;
}
```

```
/// Send $((valueInmGAV / 1000).fixed(0,3)) GAV from the account of $(message.caller.address()), to an account accessible only by $(to.address()).
function send(address to, uint256 valueInmGAV) {
if (balances[msg.sender] >= valueInmGAV) {
balances[to] += valueInmGAV;
balances[msg.sender] -= valueInmGAV;
}
}
```

```
/// getter function for the balance
function balance(address who) constant returns (uint256 balanceInmGAV) {
balanceInmGAV = balances[who];
}
```

```
}
```